# Флигель-де-Фам
«Флигель-де-Фам», «Флигель-Фам» или «Дефам» (от. нидерл. De vliehende faam — Летящая слава)  — парусный фрегат, а затем брандер Балтийского флота Русского царства, один из фрегатов типа «Шлиссельбург», участник Северной войны.

## Описание судна
Представитель серии парусных деревянных фрегатов типа «Шлиссельбург», строившихся на Олонецкой верфи в 1703—1704 годах. Всего в рамках серии было построено семь судов этого типа. Длина этих фрегатов по сведениям из различных источников могла составлять от 26 до 28 метров, ширина от 6,2 до 6,7 метра, а осадка от 2,7 до 2,9 метра. Вооружение судна в разное время составляли от 24 до 28 орудий, а экипаж состоял из 120 человек.
Перед началом кампании 1705 года на фрегате была оборудована каюта для вице-адмирала Корнелиуса Крюйса, для этого с Олонецкой верфи 23 апреля (4 мая) 1705 года были отправлены вся необходимая мебель, посуда и припасы по ранее запрошенной описи:

Роспись что надобно в каюту на карабле Дефам под командою виц адмиралом Корнилиусом Крейсом також и поваренной посуды.

12 стулов юфтеных или приличих,
12 подушек лавочных или сукна,
8 дюжин торелок,
4 дюжины блюд розных статей
4 дюжины ножей свилки
12 оловянных глубоких блюд розных статей
12 малинких подставных блюд
12 солониц
4 оловянных чернилницы
12 оловянных стаканов
8 дюжин оловянных ложек
3 болших оловянных кейганов
6 средних оловянных кружек
12 высоких шанданов
12 плоских шанданов
6 щипцов
12 медных гвоздей впивные и рейнские бочки
6 медных плоских тазов
10 сковородок медных глубоких скрышками
6 медных котлов розных статей средних луженых
4 сковороды медных начем пироги пекут
2 сковородки медных скрышками вчем мяса парят
2 медных решеток луженых глубоких
2 таковых же плоских
3 поваренки медных луженых,
4 таза медных
1 медной рукомойник
24 белого полотна скатертей
10 дюжин салфетов
2 дюжины утиралников
200 фунтов мыла
8 красных кож юфтей
1 столовой колоколчик
2 тиски
4 молота,
Парчи нашатер вшлюбку
Сукна и пуговиц наплатье шлюпочным гребцам.— Письмо Корнелиуса Крюйса от 17 (28) апреля 1705 года, доставленное на Олонецкую верфь 22 апреля (3 мая) 1705 года

## История службы
Фрегат «Флигель-де-Фам» был заложен на Олонецкой верфи 18 (29) октября 1703 года и после спуска на воду 24 сентября (5 октября) 1704 года вошёл в состав Балтийского флота России. Строительство вёл корабельный мастер Ф. С. Салтыков. В том же году перешёл с верфи в Санкт-Петербург.
Принимал участие в Северной войне 1700—1721 годов. Ежегодно с 1705 по 1709 год с мая по октябрь входил в состав эскадры, выходившей к Кроншлоту для защиты Санкт-Петербурга со стороны моря, а на зимовку уходил в Неву. В это же время принимал участие в крейсерских плаваниях до Красной Горки и учебных маневрах на рейде.
В кампанию 1705 года непосредственно принимал участие в боевых действиях, при этом в мае и июне был флагманским кораблем Балтийского флота и ходил под флагом вице-адмирала Корнелиуса Крюйса. С 5 (16) по 10 (21) июня находился в главе эскадры вице-адмирала Корнелиуса Крюйса, которая отражала атаку шведской эскадры адмирала Корнелиуса Анкаршерна на Котлин, и вёл перестрелку с судами противника. В 1707 году также ходил под вице-адмиральским флагом.
В списке «судов царского флота», находившегося в мае 1708 года на якорях в тридцати верстах от Санкт-Петербурга между островом Ричарда и Кроншлотом под общим командованием генерал-адмирала Ф. М. Апраксина и вице-адмирала К. И. Крюйса, составленном английским дипломатом Чарльзом Уитвортом, фигурирует во составе отряда из 12 кораблей, состоявшего из кораблей «Думкрат», «Олифант», «Нарва», «Санкт-Петербург», «Святой Михаил», «Ивангород», «Триумф», «Кроншлот», «Фама», «Дерпт», «Штандарт» и «Шлиссельбург».
В 1710 году фрегат «Флигель-де-Фам» был переоборудован в одноимённый брандер с сохранением полного артиллерийского вооружения и численности экипажа.
Сведений о времени завершения службы и выводе брандера из состава флота не сохранилось.

## Командиры фрегата
Командирами фрегата «Флигель-де-Фам» в составе российского флота в разное время служили:
- старший капитан Ян Валронт (1704 год)[13];
- вице-адмирал Корнелиус Крюйс (1705—1706 годы)[14];
- капитан-поручик Ян Блорий (1707 год)[8];
- младший капитан Бенжамин Эдвард (1708—1709 годы)[11];
- подпоручик Клас Курсен[комм. 6] (1710 год)[15].

### Комментарии
1. ↑  Также в серию входили фрегаты «Шлиссельбург», «Кроншлот», «Петербург», «Триумф», «Дерпт» и «Нарва»[1].
2. ↑  92 фута[2].
3. ↑  22 фута[2].
4. ↑  9,5 фута[2].
5. ↑  Всего в списке фигурирует 12 линейных кораблей с 372 орудиями и 1540 членами экипажей, 8 галер с 64 орудиями и 4000 членами экипажей, 6 брандеров, 2 бомбардирских корабля и 305 мелких судов[9].
6. ↑  Или Курутсин[15].